# Épagny, Côte-d'Or
Épagny là một xã ở tỉnh Côte-d’Or trong vùng Bourgogne-Franche-Comté, phía đông nước Pháp. Xã Épagny, Côte-d'Or nằm ở khu vực có độ cao trung bình 317 mét trên mực nước biển.